# Região Geográfica Intermediária de São Luís de Montes Belos-Iporá
A Região Geográfica Intermediária de São Luís de Montes Belos-Iporá é uma das seis regiões intermediárias do estado brasileiro de Goiás e uma das 134 regiões intermediárias do Brasil, criadas pelo Instituto Brasileiro de Geografia e Estatística (IBGE) em 2017. É composta por 35 municípios, distribuídos em três regiões geográficas imediatas.
Sua população total estimada em 2017 pelo Instituto Brasileiro de Geografia e Estatística (IBGE) é de 307 297 de habitantes, distribuídos em uma área total de 33 740,262 km².
Iporá é o município mais populoso da região intermediária, com 35.684 habitantes, de acordo com o censo 2022 do Instituto Brasileiro de Geografia e Estatística (IBGE).

## Regiões geográficas imediatas
| Região geográfica imediata                             | Municípios | População Estimativa 2018 | Área (km²) |
| ------------------------------------------------------ | --- | ------------------------- | ---------- |
| Região Geográfica Imediata de Palmeiras de Goiás       | Acreúna Campestre de Goiás Cezarina Edéia Firminópolis Indiara Jandaia Nazário Palmeiras de Goiás Palminópolis Paraúna Santa Bárbara de Goiás São João da Paraúna Turvânia | 145 664                   | 12 845,427 |
| Região Geográfica Imediata de Iporá                    | Amorinópolis Aragarças Arenópolis Baliza Bom Jardim de Goiás Diorama Iporá Israelândia Jaupaci Montes Claros de Goiás Palestina de Goiás Piranhas                          | 101 426                   | 14 922,617 |
| Região Geográfica Imediata de São Luís de Montes Belos | Aurilândia Buriti de Goiás Cachoeira de Goiás Córrego do Ouro Fazenda Nova Ivolândia Moiporá Sanclerlândia São Luís de Montes Belos                                        | 60 207                    | 5 972,218  |
| Total                                                  | 35 | 307 297                   | 33 740,262 |